# Coccidohystrix splendens
Coccidohystrix splendens är en insektsart som först beskrevs av Goux 1946.  Coccidohystrix splendens ingår i släktet Coccidohystrix och familjen ullsköldlöss. Inga underarter finns listade i Catalogue of Life.